# Asetilobus hodgkinsi
Asetilobus hodgkinsi är en spindeldjursart som först beskrevs av David C.M. Manson 1965.  Asetilobus hodgkinsi ingår i släktet Asetilobus och familjen Eriophyidae. Inga underarter finns listade i Catalogue of Life.